# Gyöngyöstarján
Gyöngyöstarján is een plaats (község) en gemeente in het Hongaarse comitaat Heves. Gyöngyöstarján telt 2509 inwoners (2002).